# (5648) Axio
(5648) Axio es un asteroide que forma parte de los asteroides troyanos de Júpiter descubierto el 11 de noviembre de 1990 por Kin Endate y el también astrónomo Kazuro Watanabe desde el Observatorio de Kitami, Hokkaidō, Japón.

## Designación y nombre
Designado provisionalmente como 1990 VU1. Debe su nombre a Axio, un dios del río de la mitología griega, hijo de Océano y Tetis.

## Características orbitales
Axio está situado a una distancia media del Sol de 5,150 ua, pudiendo alejarse hasta 6,002 ua y acercarse hasta 4,297 ua. Su excentricidad es 0,165 y la inclinación orbital 22,69 grados. Emplea 4268,90 días en completar una órbita alrededor del Sol.

## Características físicas
La magnitud absoluta de Axio es 9,7. Tiene 59,295 km de diámetro y su albedo se estima en 0,073. 